# Tour des Poignets
La Tour des Poignets, également appelé signal de Bauzon, est un sommet situé au sein du serre de la Croix de Bauzon, dans le département de l'Ardèche. La Tour des Poignets culmine à 1 533 mètres d'altitude, sur la commune de Mayres.